# Caleb Walton West
Caleb Walton Oeste (25 de mayo de 1844 – 25 de enero de 1909) fue gobernador de Territorio de Utah dos veces, 1886–1888 y 1893–1896. 
Nacido en Cynthiana, en el condado de Harrison, Kentucky, fue un veterano confederado y un juez municipal en Kentucky. Fue el último Gobernador de Utah antes de la condición del estado.